# Hell: The Sequel
Hell: The Sequel es el EP debut de Bad Meets Evil, un dúo de hip-hop compuesto por Eminem y Royce Da 5'9". Fue estrenado el 14 de junio de 2011 por Shady Records e Interscope Records.

## Desarrollo
En la canción titulada "Bad Meets Evil" del álbum "The Slim Shady LP"(1999) Royce y Eminem rapean "see you in hell for the sequel" es decir, "te veré el el infierno para la secuela".
Dado a eso, el dúo decidió llamar al álbum "Hell: The Sequel".
Las canciones "Echo" y "Living Proof" fueron filtradas en Internet en noviembre de 2010. El 25 de abril de 2011, fue anunciado un nuevo EP, y el 3 de mayo, Eminem confirmó el título. El EP cuenta con Mike Epps, Slaughterhouse y Bruno Mars como artistas invitados. Liz Rodríguez aparece en un bonus track.
Amazon lanzó adelantos de 30 segundos de cada canción el 1 de junio de 2011. El 2 de junio, la canción "Lighters", que cuenta con la colaboración de Bruno Mars, fue filtrada en Internet.

## Sencillos
"Fast Lane" fue lanzado el 3 de mayo de 2011 a través de distribución digital como el primer sencillo. Fue producido por Supa Dups y Eminem. Un adelanto del video fue estrenado el 27 de mayo de 2011.

## Lista de canciones
| N.º | Título                              | Productor(es)                        | Duración |  |
| 1.  | «Welcome 2 Hell»                    | Havoc                                | 2:57     |  |
| 2.  | «Fast Lane»                         | Eminem, Supa Dups                    | 4:09     |  |
| 3.  | «The Reunion»                       | Sid Roams                            | 4:50     |  |
| 4.  | «Above the Law»                     | Mr. Porter                           | 3:29     |  |
| 5.  | «I'm on Everything» (con Mike Epps) | Mr. Porter                           | 4:31     |  |
| 6.  | «A Kiss»                            | Bangladesh                           | 4:34     |  |
| 7.  | «Lighters» (con Bruno Mars)         | Eminem, The Smeezingtons, Battle Roy | 5:08     |  |
| 8.  | «Take From Me»                      | Mr. Porter                           | 3:25     |  |
| 9.  | «Loud Noises» (con Slaughterhouse)  | Mr. Porter                           | 4:20     |  |

| Deluxe Edition bonus tracks |                            |               |          |  |
| N.º                         | Título                     | Productor(es) | Duración |  |
| 10.                         | «Living Proof»             | Mr. Porter    | 3:55     |  |
| 11.                         | «Echo» (con Liz Rodrigues) | DJ Khalil     | 4:54     |  |

## Lanzamiento
| País           | Fecha               | Discográfica          | Formato |
| -------------- | ------------------- | --------------------- | ------- |
| Alemania       | 13 de junio de 2011 | Interscope, Universal | CD, MD  |
| Estados Unidos | 14 de junio de 2011 | Shady, Interscope     | CD, MD  |
| Reino Unido    | 14 de junio de 2011 | Shady, Interscope     | CD, MD  |
| Australia      | 17 de junio de 2011 | Interscope, Universal | CD, MD  |